# SS Republic (1871)
SS Republic foi um transatlântico construído em 1871 pelo estaleiro Harland and Wolff, e operado pela White Star Line. Ele foi o último dos quatro navios da primeira encomenda feita de embarcações da Classe Oceanic, mais outros dois navios foram encomendados posteriormente. Depois de sua viagem inaugural entre Liverpool e Nova Iorque no dia 1 de fevereiro de 1872, o navio foi deslocado para fazer viagens no Atlântico Sul e Pacífico com outros quatro navios da White Star Line. Em 1874, a construção dos novos navios SS Germanic e SS Britannic tornou o Republic navio reserva da armadora. Ele ficou como navio reserva por quinze anos, quando em 1888 houve uma tentativa de modernizá-lo. Com a entrada em serviço do SS Teutonic e o SS Majestic o Republic deixou de ser interessante para a White Star Line e foi colocado a venda .
Adquirido em 1889 pela Holland America Line, foi renomeado como Maasdam. Em 1902, ele foi novamente vendido para uma empresa italiana chamado La Veloce, onde passou a ser chamado de Vittoria. Ele foi utilizado por muitos anos no transporte de imigrantes italianos para a América. O navio foi retirado de serviço em 1908, sendo emprestado ao governo da Itália para abrigar as vítimas do Terremoto di Messina. O navio foi desmontado em 1910 na cidade de  Gênova.

## História

### White Star Line
Quando Thomas Henry Ismay colocou em operação a White Star Line em 1867, foi feito um acordo com Gustav Christian Schwabe, em troca de apoio financeiro. Ismay prometeu construir novos navios no estaleiro Harland and Wolff em Belfast, que havia sido fundado pelo sobrinho de Gustav Wilhelm Wolff. Quatro navios foram encomendados que formaram a Classe Oceanic, que mais tarde foi expandido para seis. Republic era o quarto navio da classe, sendo lançado no dia 4 de julho de 1871, e seu nome é uma referência ao Dia da Independência dos Estados Unidos, devido sua data de lançamento.
A viagem inaugural do navio ocorreu no dia 1 de fevereiro de 1872, a partir de Liverpool para Nova Iorque, com escala em Queenstown. O navio sofreu avarias durante a viagem, devido a uma tempestade que inundou as salas das máquinas e das caldeiras, e um bote salva-vidas foi danificado, ferindo gravemente um marinheiro. Esse incidente levou a White Star Line a rever as rotas a serem percorridas pelos navios da Classe Oceanic.
No final de 1872, todos os seis navios da Classe Oceanic estavam em operação, mas a White Star Line tinha serviço para apenas cinco. Ismay tentou competir com a Pacific Steam Navigation Company, realizando rotas entre o Atlântico Sul e Oceano Pacífico, com destino ao Chile. Republic foi escolhido para servir nesta rota com dois navios menores.
Após perceber o confronto, a Pacific Steam Navigation Company tentou construir um navio capaz de competir com o Republic, o Tacora. Ambos navios participaram de uma corrida entre Liverpool e Callao, porém o Tacora não foi capaz de concluir a viagem, parando em Montevidéu, mas o Republic conseguiu concluir com exito a viagem. Apesar do sucesso da viagem, Republic foi colocado de volta na rota de Nova Iorque, as viagens entre o Atlântico Sul e o Pacífico foram canceladas, devido ao alto custo operacional.

### Navio reserva

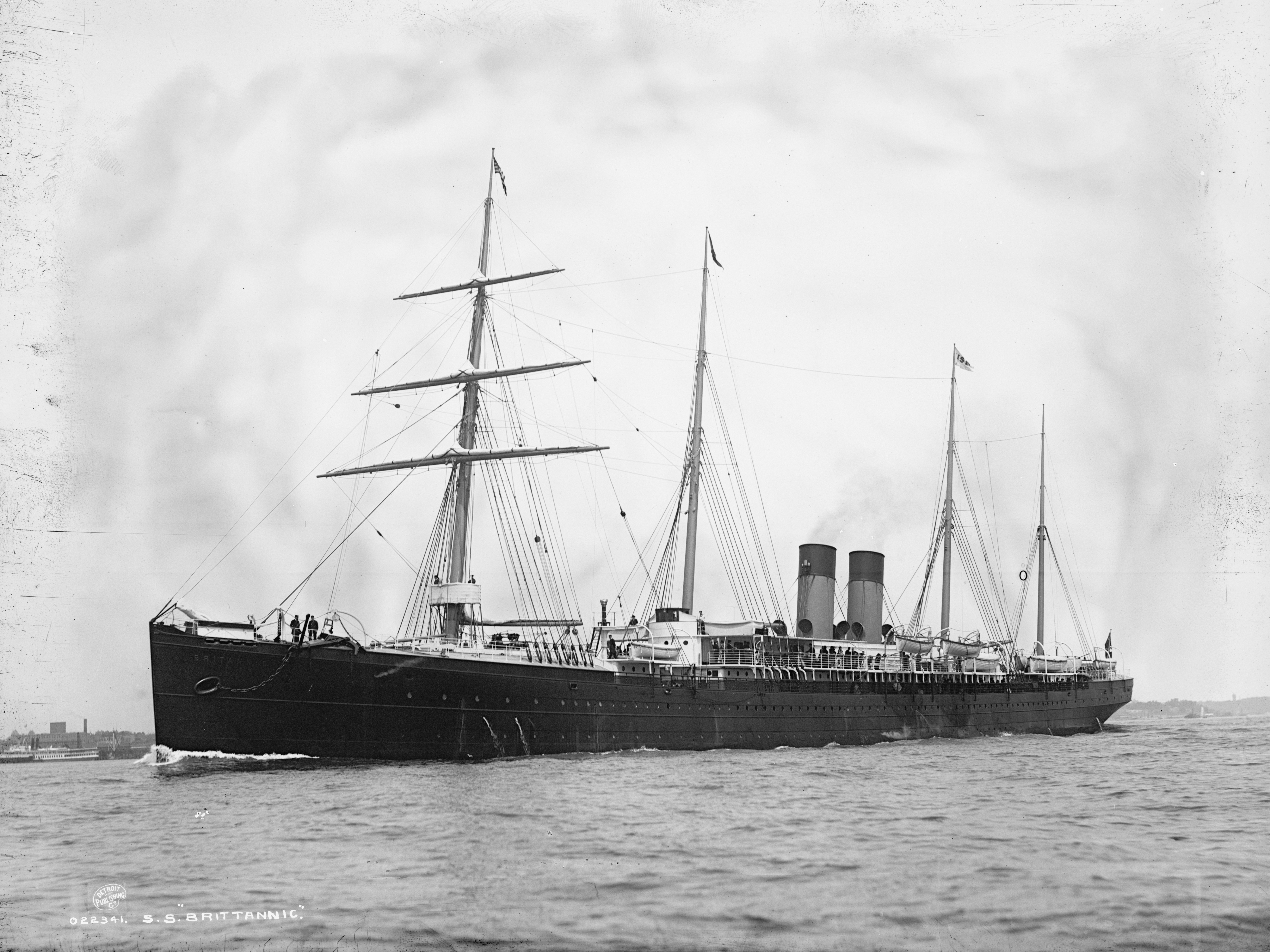
SS Britannic, um dos navios modernos da White Star Line

Em 1874, a White Star Line começou a operar dois novos navios  o Britannic e o Germanic. O Republic foi considerado um navio desnecessário para o serviço regular para Nova Iorque, e ficou como navio reserva da empresa. O SS Republic passou a ser utilizado sempre que um dos navios modernos, era retirado de linha para reparos ou manutenção.
Em fevereiro de 1879, o navio foi seriamente danificado após ser atingir a escuna Ocean Queen no rio Mersey no Noroeste da Inglaterra. Em dezembro do mesmo ano, o Republic enfrentou mar grosso durante a travessia do Oceano Atlântico, e sua chaminé foi danificada, sendo reparado pela tripulação. Em dezembro de 1880, o Republic foi novamente danificado, sendo rebocado pelo navio a vapor alemão Mosel. O navio não tinha carvão suficiente, mas o Republic conseguiu chegar em Nova Iorque alguns dias depois, sem a necessidade de assistência.
No dia 20 de setembro de 1885, o navio colidiu com o Aurania da Cunard Line ao deixar o porto de Nova Iorque, devido a um erro de manobra do timoneiro. Republic foi seriamente danificado, resultando o cancelamento da viagem, e os reparos foram feitos em uma doca seca.
Em 1888, Republic passou por uma reformulação, e uma segunda classe de passageiros foi adicionada. Em janeiro de 1889, o navio fez sua última viagem pela White Star Line, sob o comando do capitão Edward Smith, que mais tarde se tornaria o capitão do RMS Titanic. Um incidente perto das caldeiras matou três tripulantes, e ferindo gravemente outros. O navio passou por reparos e retornou para a Inglaterra.

### Transferências e aposentadoria
Com o anúncio da entrada em serviço do SS Majestic e com a chegada do SS Teutonic em 1889, o Republic tornou-se um navio desnecessário, e foi colocado à venda. O navio foi comprado em junho de 1899 pela companhia Holland America Line. Ele foi rebatizado de Maasdam, sendo enviado para a G. Forrester & Co., em Liverpool, para realizar uma alteração nas máquinas (para máquinas mais econômicas e eficazes). Após a conclusão da revisão, Maasdam foi capaz de transportar 150 passageiros da primeira classe, sessenta da segunda classe e oitocentos da terceira classe. Em março de 1890, ele fez viagens entre Rotterdam e Nova Iorque, sem sequer ser danificado, o que satisfez a empresa. Em 1902, uma breve escala em Bolonha-sobre-o-Mar foi adicionado em sua rota para Nova Iorque.
Em 1902, ele foi vendido para uma empresa italiana chamada La Veloce, que o renomeou de Vittoria, o que mais tarde foi mudado para Città di Napoli. O navio transportou imigrantes de Génova, Nápoles, Palermo e Gibraltar, com destino à Nova Iorque. O navio foi posteriormente remodelado, dando-lhe uma capacidade de 1 424 passageiros da terceira classe. Sua primeira viagem pela empresa ocorreu no dia 30 de setembro de 1902. Città di Napoli foi utilizado até em 24 de abril de 1907, quando ele foi retirado de serviço.
Em dezembro de 1908 ocorreu o Terremoto di Messina. La Veloce emprestou o navio ao governo italiano, a fim de servir de abrigo para as vítimas. O navio foi devolvido em 1909, sendo desmontado em Génova no ano seguinte. Com uma vida útil de 38 anos, o navio foi o último da Classe Oceanic a ser desmontado.